# Jonathan Togo
Jonathan Frederick „Jon“ Togo (* 25. August 1977 in Rockland, Massachusetts) ist ein US-amerikanischer Schauspieler.

## Leben
Die Eltern von Jonathan, der den Spitznamen „Jon“ hat, heißen Michael und Sheila. Seine Mutter hat italienisch-irische Wurzeln und sein Vater ist jüdisch-ukrainischer Abstammung. Togo ist in Rockland, Massachusetts aufgewachsen. Als Kind war er an der Hebrew School und machte 1995 seinen Abschluss an der Rockland High School. Danach wechselte er zum Vassar College, wo er einen Abschluss in Theater machte. Während seiner Zeit am Vassar College spielte er in einer Band namens The Conquistadors zusammen mit John Conway und Sam Endicott, die heute beide Mitglieder in der Gruppe The Bravery sind. Außerdem war er mit der US-Schauspielerin Diana Gettinger liiert. Er ist in mehreren Theaterstücken aufgetreten. Für seine Rolle in Our Country’s Good hat er den Margaret Thatcher Kazan Award gewonnen.
In der US-Krimiserie CSI: Miami spielte er ab der dritten Staffel den Polizisten Ryan Wolfe, welcher als Ersatz für den ermordeten Tim Speedle (Rory Cochrane) ins Team gekommen war. Togo wurde in der deutschen Fassung der Serie von Norman Matt synchronisiert.
Von 2013 bis 2016 war er mit dem Model Diora Baird verheiratet, das Paar lebte in Los Angeles. Am 8. Dezember 2012 kam ihr gemeinsamer Sohn Otis zur Welt. Am 17. Januar 2019 heiratete er die Schriftstellerin Tiffany Baker, mit der er eine gemeinsame Tochter hat, die im März 2021 zur Welt kam.

## Filmografie (Auswahl)
- 2001–2002: Special Unit 2 – Die Monsterjäger (Special Unit 2, Fernsehserie, 12 Folgen)
- 2003: Mystic River
- 2003: Law & Order (Fernsehserie, Folge 14x05 Angeheizt)
- 2003: Für alle Fälle Amy (Judging Amy, Fernsehserie, Folge 4x18 Überdosis)
- 2003: Ed – Der Bowling-Anwalt (Ed, Fernsehserie, Folge 4x06 Das Angebot)
- 2004: Raccoon (Kurzfilm)
- 2004–2012: CSI: Miami (Fernsehserie, 182 Folgen)
- 2011: Identical
- 2012: Harry’s Law (Fernsehserie, Folge 2x18 Breaking Points)
- 2013: Covert Affairs (Fernsehserie, Folge 4x13 Geisterstunde, 4x14 Puzzleteile)
- 2017: Lucifer (Fernsehserie, Folge 2x14 Candy Mornigstar)
- 2025: Countdown (Fernsehserie, Folgen 1x01 - 03)
- 2025: The Chosen - die Auserwählten (Fernsehserie, 5 Folgen)